# 22Gz
Jeffrey Alexander (Nova Iorque, 29 de novembro de 1997), conhecido profissionalmente como 22Gz, é um rapper norte-americano creditado como pioneiro da cena de Brooklyn drill. Em 2019, 22Gz lançou sua primeira grande mixtape, intitulada “The Blixky Tape”, através da gravadora Atlantic Records.

## Vida pessoal
Jeffrey Alexander nasceu em 29 de novembro de 1997 no bairro de Flatbush, em Brooklyn, Nova York. Seu pai faleceu antes de seu nascimento. Ele iniciou sua carreira no entretenimento nos metrôs da cidade de Nova York, realizando apresentações de dança estilo “showtime”. Jeffrey Alexander tem ascendência guianense.

## Carreira musical
Após lançar os singles “Blixky” e “Suburban” em 2016, 22Gz conquistou uma base de fãs por meio de seus vídeos no YouTube. “Suburban”, produzida pelo produtor de drill londrino AXL Beats, foi considerada uma das primeiras músicas de Brooklyn drill a se tornar popular. Com essa crescente atenção, 22Gz assinou com a gravadora Atlantic em 2018, e seu representante da gravadora ajudou a chamar a atenção de Kodak Black. Uma das primeiras músicas lançadas pela gravadora foi “Spin the Block”, uma colaboração com Kodak Black.
Em julho de 2019, 22Gz lançou sua primeira mixtape com a Atlantic, intitulada “The Blixky Tape”. Em seguida, lançou sua mixtape de acompanhamento intitulada “Growth & Development” em 10 de abril de 2020, que foi co-produzida pelo produtor de drill londrino Ghosty. Torsten Ingvaldsen, do Hypebeast, elogiou a mixtape, afirmando que 22Gz tem uma “energia tumultuosa, trazendo letras agressivas e entregas militantes que continuam a moldar sua rápida ascensão”.

## Controvérsias legais
Em 2014, ele foi acusado de conspiração para cometer assassinato, porém as acusações foram retiradas. Em 2017, 22Gz passou cinco meses na prisão sob acusações de homicídio de segundo grau relacionadas a um tiroteio em Miami, porém essas acusações foram posteriormente retiradas. Em 2018, 22Gz gravou um vídeo ao vivo no Facebook de uma cela de detenção do NYPD.
Em 2019, Alexander, juntamente com outros quatro rappers de Nova York, incluindo Casanova, Pop Smoke, Sheff G e Don Q, foram retirados do show Rolling Loud. O NYPD citou “um maior risco de violência” caso os artistas se apresentassem. Ele também esteve envolvido em conflitos com o grupo conhecido como “Woo's”, incluindo rappers como Pop Smoke e Fivio Foreign.
Em 12 de junho de 2022, 22Gz foi preso na cidade de Nova York sob acusações de tentativa de assassinato relacionadas a um tiroteio ocorrido em março, no qual três pessoas ficaram feridas. Ele foi liberto sob fiança de $500.000 quatro dias depois.